# TanoCa
『TanoCa』（タノカ）は、エイベックスが発売する日本の歌手グループAAA （トリプル・エー）の着うた・着うたフルがダウンロードできるトレーディングカードである。

## 解説
- 2011年3月16日・7月27日・12月14日に発売が開始された。
- 表面にはAAAのアーティスト画像。裏面には着うた・着うたフルのダウンロード先のQRコードとダウンロードする為のシリアルナンバーがある。
- 商品名の｢TanoCa｣とは｢楽しい+カード｣という意味である[1]。

## 絵柄
- 全15種類（各メンバー絵柄7枚+メンバー全員絵柄1枚+各メンバー絵柄レアカード7枚）
- 着うたVer.のカード8枚の裏面をあわせると1つの絵柄になる。
- 着うたVer.は2枚入りでランダム封入。メンバーの絵柄ごとでダウンロードできる着うたが違う。
- 着うたフルVer.は1枚QRコード、残りの2枚は絵柄のみのカードとなっている。QRコード付の絵柄はメンバー全員の絵柄になっている。

## 価額
- 着うたVer.と着うたフルVer.とは価格が異なる。
  - 着うたVer. 315円（1パック2枚入り）
  - 着うたフルVer. 525円（1パック3枚入り ※のち2枚はQRコード無し）

## ダウンロード曲
- Thank you (6:11)
  - 第1弾：2011年3月16日発売。2011年8月31日までの期間限定ダウンロードとなる。
    - 作詞：Kyasu Morizuki / Rap詞：Mitsuhiro Hidaka / 作曲：Tetsuya_Komuro
    - のちに3rdベストアルバム『Another side of #AAABEST』の11曲目に収録される形でCD化。
- Charge & Go! (6:23)
  - 第2弾：2011年7月27日発売。2011年12月31日までの期間限定ダウンロードとなる。
    - 作詞：Kenn Kato / Rap詞：Mitsuhiro Hidaka / 作曲：Tetsuya_Komuro / 編曲：ArmySlick
    - 森永製菓「ウイダーinゼリー」キャンペーンソング
    - のちに30thシングル『Charge & Go!/Lights』の1曲目に収録される形でCD化。
- Lights ～Winter Version～ (4:56)
  - 第3弾：2011年12月14日発売。2012年4月30日までの期間限定ダウンロードとなる。
    - 作詞：Yusuke Toriumi / Rap詞：Mitsuhiro Hidaka / 作曲：BOUNCEBACK / 編曲：Tohru Watanabe
    - のちに30thシングル『Charge & Go!/Lights』の2曲目に収録される形でCD化はされるが「Winter Version」が収録されている訳ではない。